# سفارة دولة فلسطين لدى سلوفاكيا
سفارة دولة فلسطين لدى سلوفاكيا هي الممثلية الدبلوماسية العُليا لدولة فلسطين لدى سلوفاكيا. تقع السفارة في براتيسلافا.